# ОШ „Краљ Петар Први” Београд
Основна школа „Краљ Петар Први“ архитекте Јелисавете Начић се налази у Улици Краља Петра бр. 7 у Београду. У време подизања била је најмодернија школска зграда за основну наставу не само у Београду већ у целој Србији. У то време се звала Основна школа код Саборне цркве. Изузетно репрезентативна, што је било условљено положајем у овако важној улици и у непосредној близини Саборне цркве, Митрополије и Конака кнегиње Љубице, прави је показатељ друштвених и културних прилика у Србији на почетку 20. века.

## Ауторка
Јелисавета Начић, ауторка пројекта основне школе „Краљ Петар I“, била је прва жена дипломирани архитекта у Србији и део прве генерације архитеката који су се школовали у Србији на новооснованом Архитектонском одсеку Техничког факултета Велике школе. Дипломирала је 1900. године. Већ то што је уписала студије било је велика реткост у земљи у којој је крајем 19. и почетком 20. века тек седам процената жена било писмено. Јелисавета Начић је и својим запослењем померила границе. Две године је радила као технички приправник у Министарству грађевина, а свој радни век провела је у Инжињерско-архитектонском одсеку Београдске општине, што је својеврсни преседан јер су радна места у државној служби била намењена мушкарцима и то оним који одслуже војску. Тако је, уз докторку Драгу Љочић, отворила пут запошљавању жена у јавном сектору. Архитекта Начић је за кратко време, јер је њен радни век прекинуо Први светски рат, много пројектовала, била иновативна и храбра у својим пројектима и успела је да се опроба у различитим пољима своје професије. Са успехом се бавила и урбанизмом и пројектовањем приватних, јавних и сакралних објеката. Након заточеништва у логору Нежидер, у коме је упознала песника и револуционара Луку Лукајиа, удала се и родила ћерку, заувек је напустила и Београд и пројектовање. Али Јелисавета Начић је успела да Београду подари право архитектонско ремек дело - зграду основне школе „Краљ Петар I“ која се у време подизања звала „Основна школа код Саборне цркве“. Пројектовала ју је млада, веома брзо након завршених студија, али је успела да оствари зрело, добро компоновано и функционално и естетски квалитетно обликовано остварење и свакако најзначајније дело Јелисавета Начић.

## Историјат и традиција школе
Околина Саборне цркве у Београду готово је јединствен простор у Београду, јер су ретка таква места која су дуже од два века задржала истоветан садржај. На овом простору било је средиште Срба окупљених око црквених, културних и просветних институција, те се на месту на коме је 1905-1907. године изграђена Основна школа „Краљ Петар I“ коју је пројектовала Јелисавета Начић и у 19. веку налазила основна школа. То је била кућа са радњама у сутерену и школом у приземљу. Стара зграда била је лоцирана на месту југозападног тракта данашње школе и излазила је на саму Дубровачку улицу (од 1904. године Краља Петра) заузимајући половину данашњег коловоза. Када је почетком 20. века промењена регулација и ширина улице, више парцела је спојено и добијена је  правилна парцела која је постала школско имање. Ово имање, које је општина доделила школи,  пружало је све услове за изградњу савремене школе са пространим двориштем. Ово је било неопходно јер је број ученика стално растао. Примера ради, Београд је у првој половини 19. века, када је стара школа подигнута, имао 8450 становника, а 1900. године чак 69769, од чега је трећина живела у овом, Варошком, кварту. Осим броја становника, односно ученика, на изградњу нове школе утицале су и друге потребе савременог школства, а стара их зграда није задовољавала. Прве савремене школске зграде у Београду подигнуте су на Дорћолу и Палилули 1894. године, а десет година касније почиње изградња основне школе у близини Саборне цркве.

## Изградња
Подизање овако велике зграде, у до тада претежно приземном Београду, био је комплексан и скуп подухват, који је финансирала Београдска општина са 280.000 динара. Општина је за пројекат ангажовала свог архитекту, Јелисавету Начић, а у грађењу су учествовали београдски грађевинари и занатлије: грађевински предузимач Никола Виторовић, столарске радове је изводила радионица Воје Ст. Јанковића, централно грејање и електричне инсталације предузимачка фирма „Андра Ристић и комп.“, каменорезачки радови су били производ „Индустрије рипањског гранита“, па је тако школа код Саборне цркве готово у потпуности домаће дело.
Саграђена је на нагнутом терену највишег дела савске падине, најсавременијим грађевинским поступцима и има подрум, сутерен, приземље и спрат. Зграда се састоји из три тракта, од којих је главни, најрепрезентативнији, постављен косо на углу улица Грачаничке и краља Петра и пред собом формира троугаони сквер. На главни тракт се наслања дугачко крило паралелно са Улицом краља Петра у коме су смештене учионице и још једно мање крило паралелно са Грачаничком улицом. Са дворишне стране управно је постављено крило у облику слова Г који са учионичким трактом формира мало унутрашње двориште.
Основна школа „Краљ Петар I“ је обликована по свим постулатима академске архитектуре, уз примену елемената сецесије, што се огледа више у ентеријеру него на фасадама. Фасаде окренуте улицама су обрађене у три, односно два појаса, са подеоним венцима између спратова и јаким кровним венцем који се завршен атиком са балустрадом. Главном фасадом доминира репрезентативни улазни ризалит са лучно заобљеним високим прозорским отворима свечане сале на првом спрату. На бочним фасадама динамика је постигнута ризалитом наглашеним троугаоним натпрозорницима спрата и нешто мирније обрађеним отворима приземља. Дворишне фасаде су обрађене скромније.
У ентеријеру стилска обрада је видљива најпре у профилацији свих носећих и избочених елемената и у оквирима зидних површина. Јављају се сасвим геометризовани декоративни елементи, као и стилски елементи крајње класичног порекла. Опрема школе „Краљ Петар I“ у погледу хигијенских и педагошких услова била је израз најсавременијих достигнућа свог времена. Школа је имала водоводне инсталације са енглеским клозетима, електрично осветљење, централно грејање и инсталације које су обезбеђивале проветравање просторија. Прозори и врата типског изгледа и димензија на малим растојањима омогућавају веома добро осветљење просторија, а дворишни прозори у засенченим странама. Све инсталације су у послератном периоду, након 1950. године, осавремењене. Школски намештај је замењен модернијим.

## Споменик културе
По својим функционалним и естетским вредностима зграда Основне школе сматра се њеним најзначајнијим делом. Конципирана је као угаони једноспратни објекат са три уличне фасаде. Главном фасадом доминира репрезентативни улазни ризалит с лучно заобљеним отворима, надвишен атиком с балустрадом. Обликована по свим постулатима академске архитектуре, уз примену елемената сецесије, што се огледа више у ентеријеру него на фасадама, зграда Основне школе представља значајно остварење не само у архитектури школских зграда, већ и у београдској архитектури уопште.

## Занимљивости и познати ђаци
У дворишту школе је 1923. године одиграна прва кошаркашка утакмица у Београду. Касније, ученици ове школе Зоран Славнић и Драган Капичић, као и многи други ђаци, постали су врсни кошаркаши југословенске репрезентације. Оно што је специфичност и вредност ове школе јесу многе знамените личности које су својим радом допринеле изградњи и утемељењу ове школе, тако да је она већ дуги низ година једна од најугледнијих школа у Србији.
Школа је поносна на све своје ђаке и на сав њихов допринос спорту, култури, уметности Београда и републике Србије, као што су: Михајло Петровић Алас, Стеван Мокрањац, Моша Пијаде, Павле Савић, Дејан Удовичић, Зоран Баранац, Иво Лола и Јурица Рибар, Владета Јеротић, Светозар Глигорић, Ружица Сокић, Никола Симић, Божа Продановић, Миња Субота и други. Школа има своју химну за коју је музику написао Миња Субота, а текст Саша Трајковић.

### Име
Школа је више пута мењала име. Између осталог звала се основна школа „Краљ Петар I“, а после Другог светског рата „Основна школа Браћа Рибар“ — по браћи Рибар — Иви Лоли и Јурици, синовима политичара Ивана Рибара, који су били ученици ове школе. Године 1993. школи је враћен назив основна школа „Краљ Петар I“.
- 1718-1739 Мала српска школа у Београду
- 1839-1844 Варошка нормална школа у Београду
- 1844-1878 Основна школа код Саборне цркве
- 1878-1925 Основна мушка и женска школа код Саборне цркве
- 1925-1945 Основна школа Краљ Петар Први
- 1945-1952 Основна школа број 1
- 1952-1993 Основна школа браћа Рибар
- 1993 Основна школа Краљ Петар Први

## Значај
Зграда основне школе „Краљ Петар I“. представља значајно остварење не само у архитектури школских зграда, већ и у београдској архитектури уопште. Решењем Завода за заштиту споменика културе града Београда бр.278/7 од 25.12.1965. године проглашена је за споменик културе.